# 蘇希尼奇區

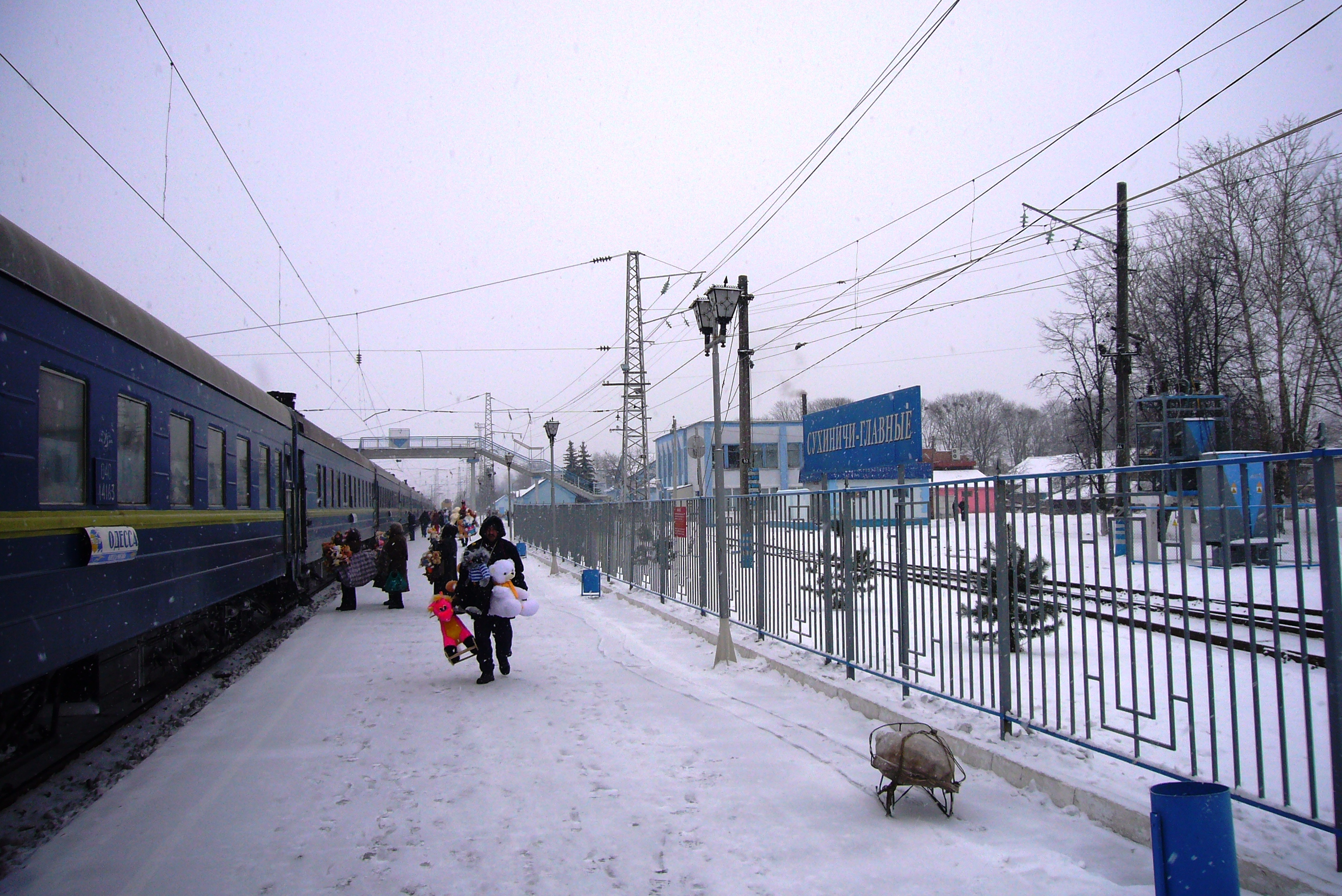

54°06′N 35°21′E / 54.100°N 35.350°E
蘇希尼奇區（俄语：Сухиничский район），是俄羅斯的一個區，位於該國西部，由卡盧加州負責管轄，面積1,232平方公里，2010年該區人口25,427，人口密度每平方公里20.64人。